# Nacmusius chelydinus
Nacmusius chelydinus är en insektsart som beskrevs av Jacobi 1944. Nacmusius chelydinus ingår i släktet Nacmusius och familjen sköldstritar. Inga underarter finns listade i Catalogue of Life.